# Sony Hit-Bit F500
Sony Hit-Bit F500 (Hit-Bit F500) је професионални рачунар фирме Сони (Sony) који је почео да се производи у Јапану током 1986. године.
Користио је Zilog Z80 микропроцесорску јединицу а РАМ меморија рачунара је имала капацитет од 64 KB. 
Као оперативни систем кориштен је MSX DOS.

## Детаљни подаци
Детаљнији подаци о рачунару Hit-Bit F500 су дати у табели испод.
|                       |                                                             |
| [ 1 ]                 |                                                             |
| Произвођач            | Сони                                                        |
| Тип                   | професионални рачунар                                       |
| Меморија              | 64                                                          |
| Поријекло             | Јапан                                                       |
| Година                | 1986                                                        |
| Тастатура             | тастатура са пуним помаком тастера са нумеричком тастатуром |
| Процесор              |                                                             |
| Фреквенција процесора | 3,58                                                        |
| RAM                   | 64                                                          |
| ROM                   | 32                                                          |
| Текст                 | 80 x 26 / 40 x 24 / 32 x 24                                 |
| Графика               | 64 x 48 / 256 x 192 / 256 x 212 / 512 x 212                 |
| Боја                  | 16 / 16 - 256 / 16 између 512 / 4 - 16 између 512           |
| Звук                  | 3 канала, 7 октава                                          |
| Димензије             | A4 (294 mm x 210 mm x 23 mm). Тежина 900 g.                 |
| Портови               |                                                             |
| Оперативни систем     |                                                             |